# 傑別斯拉夫齊
48°27′56″N 25°9′52″E / 48.46556°N 25.16444°E
傑別斯拉夫齊（烏克蘭語：Дебеславці），是烏克蘭的村落，位於該國西部伊萬諾-弗蘭科夫斯克州，由科洛梅亞區負責管轄，始建於1453年，面積7.3平方公里，人口846，人口密度每平方公里115.9人。